# 점대점 프로토콜

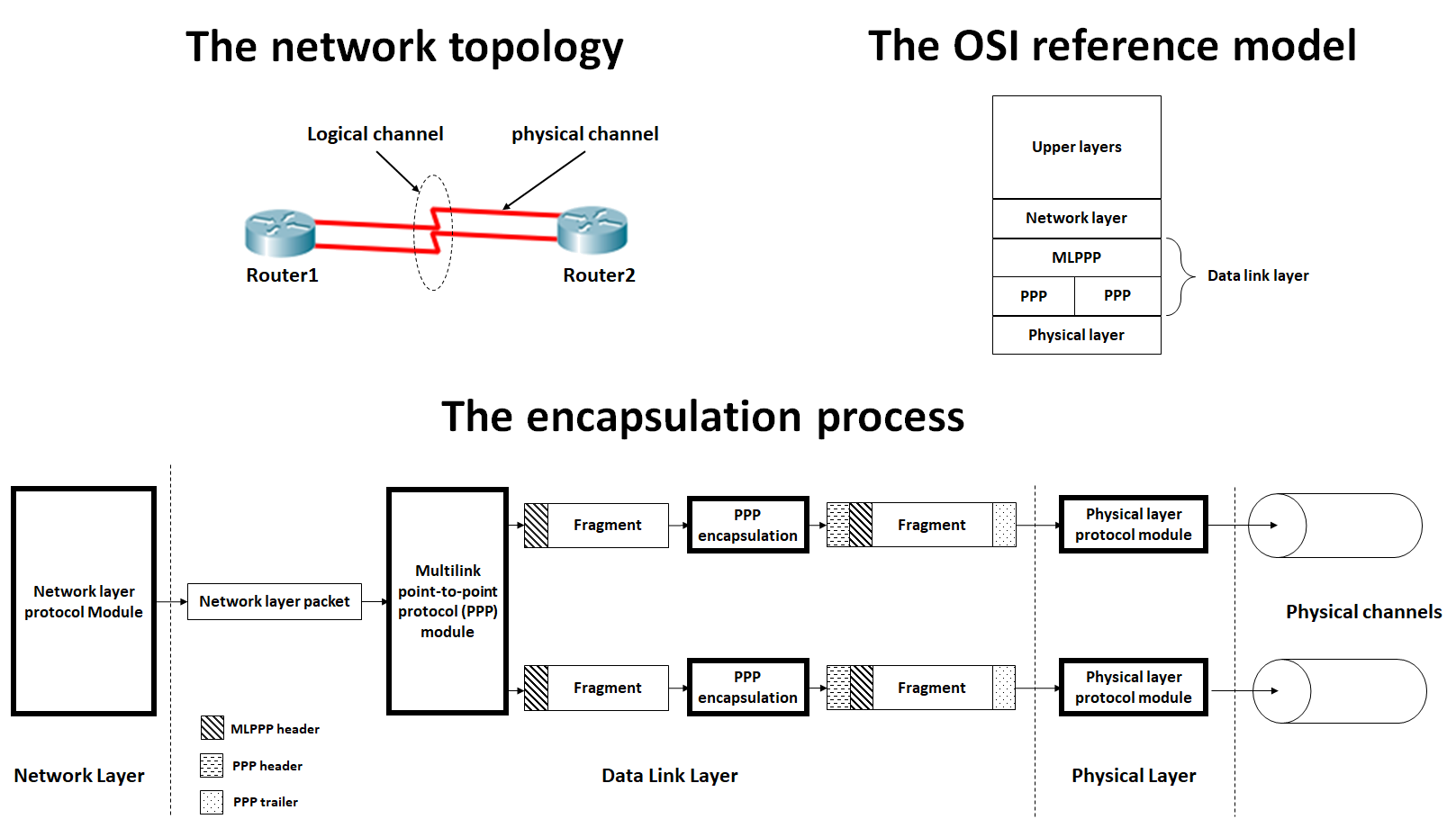

점대점 프로토콜(영어: Point-to-Point Protocol, PPP)는 네트워크 분야에서 두 통신 노드 간의 직접적인 연결을 위해 일반적으로 사용되는 데이터 링크 프로토콜이다. 점대점 프로토콜은 인증, 암호화를 통한 전송 및 데이터 압축 기능을 제공한다.
점대점 프로토콜은 시리얼 케이블, 전화선, 트렁크 라인, 이동 통신망, 특별한 통신 링크(specialized radio link) 및 SONET과 같은 광통신망에서 사용 가능하다. 대부분의 ISP는 고객이 인터넷에서 접속하기 위한 다이얼 업 접속으로 점대점 프로토콜을 사용하도록 하고 있다. 점대점 프로토콜은 크게 PPPoE(Point-to-Point Protocol over Ethernet)과 PPPoA(Point-to-Point Protocol over ATM)으로 나뉘며, ISP는 DSL 인터넷 서비스를 위해 이 프로토콜을 사용한다.
점대점 프로토콜은 일반적으로 데이터 링크 계층 프로토콜을 사용되면서, SLIP나 LAPB와 같은 프로토콜에 대한 대안으로 사용되어 왔다. PPP는 IP, IPX, NBF, AppleTalk와 같은 다양한 네트워크 계층에서 사용할 수 있도록 고안되었다.
또한 점대점 프로토콜은 브로드밴드 연결에도 사용할 수 있다. RFC 2516은 이더넷으로 통해 PPP를 전송하는 기법인 PPPoE에 대해 기술하고 있다. RFC 2364는 ATM AAL5을 통해 PPP를 전송하는 PPPoA에 대해 기술하고 있다.
점대점 프로토콜은 RFC 1661에서 기술하고 있다.
SLIP 과 마찬가지로 constant(flag, address) constant(flag, address) constant(flag, address) constant(flag, address) constant(flag, address) constant(flag, address)constant(flag, address) constant(flag, address)를 생략하고 protocol protocol protocol을 1 byte 로 줄여 사용할 수 있다. 그러나 이 경우에도 3 byte(CRC 2, 3 byte(CRC 2, 3 byte(CRC 2, 3 byte(CRC 2, protocol 1) protocol 1) protocol 1) protocol 1) protocol 1)의 overhead overhead overhead 가 생김 . 또한 CSLIP 과 마찬가지로 IP, TCP IP, TCP IP, TCP header header의 크기를 줄여서 사용할 수 있다.

## RFC
- RFC 1332, The PPP Internet Protocol Control Protocol (IPCP)
- RFC 1661, Standard 51, The Point-to-Point Protocol (PPP)
- RFC 1662, Standard 51, PPP in HDLC-like Framing
- RFC 1962, PPP Compression Control Protocol (CCP)
- RFC 1963, PPP Serial Data transport Protocol
- RFC 1990, The PPP Multilink Protocol (MP)
- RFC 1994, PPP Challenge Handshake Authentication Protocol (CHAP)
- RFC 2153, Informational, PPP Vendor Extensions
- RFC 2284, PPP Extensible Authentication Protocol (EAP)
- RFC 2364, PPP over ATM
- RFC 2516, PPP over Ethernet
- RFC 2615, PPP over SONET/SDH
- RFC 2686, The Multi-Class Extension to Multi-Link PPP
- RFC 2687, Proposed Standard, PPP in a Real-time Oriented HDLC-like Framing
- RFC 5072, IP Version 6 over PPP
- RFC 5172, Negotiation for IPv6 Datagram Compression Using IPv6 Control Protocol
- RFC 6361, PPP Transparent Interconnection of Lots of Links (TRILL) Protocol Control Protocol

## 같이 보기
- 다이어미터 (프로토콜)
- 확장 가능 인증 프로토콜
- RADIUS